# Ordtrachia
Ordtrachia é um género de gastrópode  da família Camaenidae.
Este género contém as seguintes espécies:
- Ordtrachia australis
- Ordtrachia elegans
- Ordtrachia septentrionalis